# مصطفى جواد
مصطفى جواد (1904 - 17 كانون الأول/ديسمبر 1969) لغوي ومؤرخ عراقي. ولد في بغداد. كان والده خيّاطًا عُمِي فنشأ ابنه فقيرًا محرومًا. تعلّم في بغداد والقاهرة ثمّ في جامعة السوربون في باريس. عمل مدرّسًا في مختلف مراحل التعليم، آخرها دار المعلّمين العالية. وكان عضوًا في المجمعين العربيين في دمشق وبغداد. توفّي في بغداد.

يُعَد أحد علماء العربية البارزين في العراق والذين خدموا اللغة العربية وأسّسوا قواعدها. له مؤلفات حول سُبُل تحديث اللغة وتبسيطها، واشتهر لدى عامة الناس بسبب برنامجه التلفازي والإذاعي اللغوي الشهير «قل ولا تقل»، الذي تم إصداره لاحقا في كتاب. من مؤلفاته المباحث اللغوية في العراق وسيّدات البلاط العبّاسي ودراسات في فلسفة النحو والصرف واللغة والشخصيّات العربيّة وعصر الإمام الغزالي. وترجم عن الفارسيّة نظمًا رباعيات حسين قدسي نخعي وله ديوان شعر بعنوان الشعور المنسجم في الكلام المنتظم.

## ولادته ونشأته
وُلِد مصطفى جواد مصطفى إبراهيم البياتي، بمحلة شعبية اسمها القشلة (عقد القشل) في الجانب الشرقي من بغداد عام 1904 لأبوين تركمانيين من عشيرة صارايلو من البيات. كان والده خيّاطا يدعى «جواد مصطفى إبراهيم» وأصل أسرته من دلتاوه، قضاء الخالص في محافظة ديالى (لواء ديالى سابقا) لذلك كان يوقع مقالاته وقصائده المُبَكِّرة باسم «مصطفى جواد الدلتاوي» ثم حذف هذه النسبة بعد ذلك، وانتقل مع والدهِ إلى دلتاوه وعمل بالفلاحة في صباه ثم عاد إلى بغداد وأكمل دراسته الابتدائية هناك.

## تعليمه

### المراحل الدراسية الأولى
درس العلوم الابتدائية في دلتاوه حيث تعلم في الكتاتيب القرآن والقراءة والكتابة ثم في المدارس فأصبح قارئاً للقرآن الكريم وحافظاً له. وبعد وفاة والده جواد في دلتاوه في أوائل الحرب العالمية الأولى، عاد ابنه مصطفى إلى بغداد مسقط رأسه بعد الاحتلال البريطاني وأكمل بقية دراسته الابتدائية في المدرسة الجعفرية. حيث كان شقيقه «كاظم بن جواد» من أدباء بغداد في التراث الكلاسيكي وهو الذي أسهم ببناء قاعدة العشق اللغوي في شقيقهِ الأصغر. إذ كلّفه شقيقه بدراسة النحو ومعاني الكلمات وأعطاه قاموساً في شرح مفردات العربية وأوصاه بأن يدرخ (يحفظ) عشرين مفردة في اليوم الواحد، ودرخ أكثر من عشرين حتى نشأت فيه حافظة مؤدرخة. كما كان لشقيقه صلة تعارف مع مدير المدرسة الجعفرية الشيخ «شكر البغدادي» (1855-1938) الذي بدوره ألزم التلميذ مصطفى جواد بحفظ الأجرومية في النحو فحفظها في ثلاثة أيام. دُهِش الشيخ شكر وأهداه كتاب «شرح قطر الندى» فأتقن مضامينه أمام الشيخ. وشاع أمره بين طلاب المدرسة الجعفرية لذا أُطلِق عليه لقب «العلّامة النحوي الصغير». وانتقل لاحقا إلى مدرسة باب الشيخ.
أكمل دراسته خلال الفترة (1921-1924) في دار المعلمين العالية عام 1924، وفي هذه الدار وجد اثنين من أساتذته يعتنيان بموهبته وهما «طه الراوي» (1890-1946) حيث أهداه كتاب المتنبي لما وجده يحفظ له قصيدة طويلة بساعة واحدة بصوت شعري سليم بأوزانه، وأستاذه الآخر ساطع الحصري حيث أهداه قلما فضيا بعد أن وجد قابلية تلميذه تتجاوز مساحة عمره إلى أقصى الحدود، وكان أساتذته يقولون له: «أنت أفضل من أستاذ!» فهو يكمل عجز البيت الشعري إذا توقف عن ذكره، ويحلل القصيدة ويتصيد الأخطاء ويشخص المنحول بقدرة استقرائية غير مستعارة من أحد.

### الدراسات العليا
حصل على بعثة لتطوير دراساته في باريس فقضي سنة كاملة في القاهرة لتعلم الفرنسية وهناك التقى رواد الثقافة طه حسين وعباس محمود العقاد وأحمد حسن الزيات وباحثهم وجادلهم في أخطائهم ولم يذعنوا لأنهم كما يقول مصطفى جواد «مدارس وقدرات» ولا يجوز انتقادهم. سافر إلى فرنسا خلال الفترة (1934-1939) وأكمل دراسة الماجستير والدكتوراه في جامعة السوربون في الأدب العربي فنالها عن أطروحته «الناصر لدين الله الخليفة العباسي». نشبت الحرب العالمية الثانية فعاد إلى بغداد سنة 1939 قبل أن يناقش الرسالة وعاد معه الدكتور ناجي معروف، والدكتور «سليم النعيمي»، وهما مثله كانوا بانتظار مناقشة الرسالة.
أفاد ذاكرته التراثية في باريس من ملازمته لمجلس الميرزا «محمد القزويني» ومكتبته التراثية فنسخ منها عشرات المحفوظات العربية النادرة، وعشرات مثلها من المكتبة الوطنية الفرنسية، ومهمة النسخ هذه ساعدته على اتساع خياله التراثي وإرجاع الفرع الذي قرأه في الكتب الحديثة إلى الأصل الذي هو في الكتب الأولى وهذه المراجعة والمذاكرة مع الذات تمهد له الطريق لاكتشاف المزيد من حقائق اللغة التراثية وتجعل ذهنه ذهنا مقارنا حيوي التخريج.

## سيرته المهنية
بعد تخرجه من دار المعلمين العالية، مارس مهنة التعليم في المدارس مدة تسع سنوات (1924-1933) متنقلاً بين البصرة والناصرية وديالى والكاظمية، حيث تم تعيينه معلماً للمدارس الابتدائية.
ولقد عمل مدرساً في معهدهِ الذي تخرج منهُ وفي كلية التربية التي ورثت المعهد بعد تأسيس جامعة بغداد. في عام 1962، انتدب للتدريس في معهد الدراسات الإسلامية العليا وعُيِّن عميدا للمعهد المذكور بعد عام.
تم تعيينه كاتباً للتحرير في وزارة المعارف ونقل بعد ذلك معلما في المدرسة المأمونية ببغداد، ومنها نقل إلى المدرسة المتوسطة الشرقية ببغداد. تعرف خلال هذه المدة على الأب أنستاس الكرملي فلازمه وكتب في مجلته «لغة العرب». كما شغل منصب المشرف على الأساتذة الخصوصيين الذين أشرفوا على تدريس وتثقيف الملك فيصل الثاني ملك العراق. وهو أحد الأصدقاء المقربين للسيد رشيد عالي الكيلاني وكان على صلة طيبة به خصوصا أنهما بالأصل من لواء ديالى.
كتب الكثير من الأبحاث والكتب عن اللغة العربية وكيفية تحديثها وتبسيطها. ولهُ العديد من المؤلفات المشتركة ومقالات ودراسات منشورة لم تجمع بعد، كما واصل النشر والكتابة والبحث والتنقيب والتخصص في اللغة وتاريخها فألف وحقق ما يثريها ويعمق من معرفتها والتمعن بها، باذلا جهوده في الإحاطة بها رغم معاناته من مرض القلب وقام بتدريس اللغة لأكثر من خمس وأربعين سنة.

## شغفه باللغة العربية
لما اكتشف المفتشون أنه أكثر قابلية منهم في طرق التدريس (وبفصحى لا مثيل لها) توجه إلى تدريس المتوسطة، وخلال تسع سنوات في التعليم قرأ المطولات في الشعر والتاريخ والتراث، وكانت مكتبته ترافقه حيثما حل، وفي هذه الحقبة ذاتها نشر أبحاثه اللغوية في الدوريات المحلية والعربية ولا سيما تلك الصادرة في مصر ولبنان، وطبع كتابين في التحقيق التراثي. أخذ يتردد أثناء عطلاته على مجالس بغداد ويدخل معارك أدبية حول فنه الذي ما فارقه (التصحيح اللغوي) الذي ألزمه بأن يدرخ كثيرا ويعلل الدرخ ويقرنه بمزيد من الأسانيد والشواهد مما أتاح لذاكرته بأن تتوسع بخزن المتراكم طبقة فوق طبقة.
خلال سنة 1925 تعرف على العلّامة اللغوي الأب أنستاس الكرملي وكان للكرملي مجلس أدب ولغة في الكنيسة اللاتينية يؤمه أدباء الدرجة الأولى في بغداد، وفي جلسته الأولى أثار مصطفى جواد معركة حامية حول العامية والفصحى، وكان يبزهم في الأدلة والبراهين، فمال إليه الكرملي منذ لحظته الأولى قائلا: «أريدك يا أخ اللغة أن تحضر مجلسي كل أسبوع». عند حضوره في الأسبوع الثاني كلفه الكرملي بأن يهندم مكتبته على التنظيم العصري وكانت من خيرة مكتبات بغداد، فنظمها وجعل لها فهارس وأخرج منها العابث والمكرر، ثم اقترح عليه الكرملي الكتابة في مجلته الشهيرة لغة العرب، فكتب أبحاثا لغوية ونقدا في التراث اللغوي وزاوية خاصة بـ«التصويبات اللغوية» وهذه جعلته على اللأسنة بين أخذ ورد وجدل وانتقاد وكانت معاركه تسمع في القاهرة وبلاد الشام، وهذه وحدها جعلته يمتد في الذاكرة اللغوية وجعلته أيضا أن يكون سيدا في إرجاع ما يشاع بأنه فصحى إلى العامية وبالعكس وكان الكرملي مثله سيدا في اللغة العربية ومثله تعرض لخصومات جيرانه التي أرادت أن تبطش به لولا دفاع مصطفى جواد عن جواهره وإنجازاته في لغة العرب، وكتب مقالة بحق الكرملي في مجلة السياسة المصرية في الثلاثينيات كان بها ينهي خصومة الكرملي، وهو القائل على قبره:
«ياسائرا، ووجيب القلب صاحبه... لنا ببغداد من بين القسوس أب: أب عزيز وذو علم ومعرفة... قضى السنين بشوق العلم يكتسب».

### من إنجازاته اللغوية
- إعداد قواعد جديدة في النحو العربي كبدائل لقواعد نحوية قديمة.
- إعداد قواعد وقوانين جديدة في تحقيق المخطوطات التراثية.
- إنزال الفصحى إلى العامة بأسلوبه السلس ذي الجرس الأنيس.
- تنبيه أساتذة الجامعات إلى اعتماد لغة سليمة في أبحاثهم.
- تعليم الباحثين طريقة الاستناد إلى الشواهد شعرا ونثرا وسواء كانت الشواهد من القرن الأول الهجري أم من العصر الحديث، وبذلك حررهم من الجمود الفكري.[9]

### قل ولا تقل
عرف العراقيون مصطفى جواد من خلال برنامجه الإذاعي الناجح «قل ولا تقل»؛ أي قل الصحيح وانبذ الخطأ الشائع. كان برنامجا لغويا شيقا وكان يتابعه الصغار والكبار. قام مصطفى جواد من خلال ذلك البرنامج بتبسيط اللغة العربية للمستمع العام وللمختص اللغوي وبحرفة الكتابة في آن واحد.
طبع له من هذا الموضوع جزآن (1970-1988) وربما استعار عنوان كتابه من الدراسات اللغوية الفرنسية التي شاعت في أثناء دراسته في جامعة باريس. ابتدأ بنشر موضوعه منذ عام 1943 في مجلة «عالم الغد» فكان يذكر أولا الصحيح أو الفصيح ويشفعه بالغلط أو الضعيف، وكان يرتب ذلك على حروف المعجم. أما الأسباب التي دعته إلى تأليف موضوعه «قل ولا تقل» فهي:
- استهانة طبقة من المترجمين باللغة العربية، وقد امتاز منهم بهذا الإثم اللغوي مترجمو البحوث العسكرية.
- أن كثيرا من الكتاب والشعراء يكتبون كلما غير مشكول، واللحن في غير المشكول لا يظهر، وبعضهم يكسر المفتوح ويفتح المضموم وينون الممنوع من الصرف ويكسر المضموم.
- إفساد اللغة من قبل طبقة من الممثلين.
- كثرة الأغلاط في (تحريرات) الدوائر ودواوين الحكومة ولا سيما في الإعلانات والتعليمات.
- كثرة الأغلاط عند مترجمي الأفلام السينمائية. والهدف الرئيس وراء صيحاته ليس طعن من يخطيء، إنما يريد أن ينبه على الغلط ويذكر الصواب.
- انتقاده للمصريين أن الخطأ خطأهم، ويقول في ذلك: "ليست اللغة ميراثا لهم وحدهم فيعملوا بها مايشاؤون من عبث وعيث.[9]"

## كتبه وأبحاثه
ترك خلفه كنزا ثمينا من آثاره ومؤلفاته المختلفة في شتى ميادين المعرفة بلغت مجموعها 46 أثرا، نصفها مطبوع ونصفها الآخر ما زال مخطوطا، وأشهر المخطوط كتابه الكبير «أصول التاريخ والادب» ويقع في 24 مجلد ومازالت موجودة لدى ولده المهندس جواد مصطفى جواد. وله العديد من المؤلفات المشتركة ومقالات ودراسات منشورة لم تجمع بعد وكتب مترجمة عن الفرنسية. بلغت كتبه المطبوعة عشرين كتابا بين تأليف وتحقيق ونقد، وبلغت كتبه الخطية أكثر من عشرة كتب. ونقد شعره مرارا لأنه شعر علماء يغلب فيه المنطق على الوجدان، أما مقالاته في المجلات فتقدر بألف مقالة تتركز في علم التحقيق وعلم المخطوطات والتاريخ والآثار العباسية والنقد اللغوي. بالإضافة لكونه من عباقرة اللغة العربية وموسوعة معارف في البلاغة والسير والأخبار والآثار، كان مؤرخ معروفا، وله مصادر تاريخية موثوقة يرجع إليها الباحثين والمهتمين في شؤون التاريخ. فكانت حياته الثقافية حافلة بالإبداعات في البحث والتنقيب والتخصص في اللغة وتاريخها فألف وحقق ما يثريها ويعمق من معرفتها والتمعن بها، باذلا جهوده في الإحاطة بها وتدريسها لأكثر من خمس وأربعين سنة.

### من مؤلفاته
- «الحوادث الجامعة» أول كتاب صدر له (1932)
- «سيدات البلاط العباسي.» (1950)
- «المباحث اللغوية في العراق» (1960)
- «سيرة أبي جعفر النقيب» (1950)
- «خارطة بغداد قديما وحديثا» (مع الدكتور أحمد سوسة وأحمد حامد الصراف)
- «دليل خارطة بغداد» (مع الدكتور أحمد سوسة)
- «دليل الجمهورية العراقية» لسنة (1960) (مع محمود فهمي درويش وأحمد سوسة)
- «الأساس في الأدب» (مع أحمد بهجت الأثري وكمال إبراهيم)
- «دراسات في فلسفة النحو والصرف واللغة والرسم» (1968)
- «قل ولا تقل» (1969)
- «قصة الأمير خلف» (مترجمة عن الفرنسية)
- «رحلة أبي طالب خان» الرحالة الهندي المسلم للعراق وأوروبا عام 1799 (طبع سنة 1970)
- «دليل خارطة بغداد المفصل» (مع الدكتور أحمد سوسة) مطبعة المجمع العلمي العراقي (1958)
- «جاوانية القبيلة الكردية المنسية» المجمع العلمي العراقي
- «رسائل في النحو واللغة» آخر كتاب طبعه (1969)
- «مستدرك على المعجمات العربية» كتاب خطي
- «الشعور المنسجم» ديوان شعر
- «الضائع في معجم الأدباء» أعادت دار المدى بدمشق نشر الكتاب بتقديم الدكتور عناد غزوان، تلميذه الوفي له ولدراسة الأدب واللغة والنقد الأدبي، بحثا وتدريسا واهتماما وسهرا على ما غرسه العلامة بنفوس محبي لغتهم وتراثها الإنساني.[7][10]
- تحقيق تاج العروس من جواهر القاموس تأليف مرتضى الزبيدي 1958.[11]

## من آراءه العلمية في التاريخ
- أن (الشيخ عبد القادر الجيلاني ولادة قرية جيلان (العراق) لا كيلان طبرستان، ذكر العلامة سالم الالوسي، ان الرئيس أحمد حسن البكر في بداية حكمه، طالب إيران باسترجاع رفات الخليفة هارون الرشيد، كونه رمز لبغداد في عصرها الذهبي، وذلك بدعوة وحث من عبد الجبار الجومرد وزير الخارجية العراقي السابق في عهد عبد الكريم قاسم، ولكن إيران امتنعت، وبالمقابل طلبت استرجاع رفات الشيخ عبد القادر الكيلاني، كونه من مواليد كيلان في إيران، وعندها طلب الرئيس من العلامة مصطفى جواد، بيان الامر، فاجاب مصطفى جواد: ان المصادر التي تذكر ان الشيخ عبد القادر مواليد كيلان في إيران، مصادر تعتمد رواية واحدة وتناقلتها بدون دراسة وتحقيق، اما الاصوب فهو من مواليد قرية تسمى (الجيل) قرب المدائن، ولاصحة كونه من إيران أو ان جده اسمه جيلان، وهو ما اكده العلامة حسين علي محفوظ في مهرجان جلولاء الذي اقامه اتحاد المؤرخين العرب وكان الالوسي حاضرا أيضا سنة 1996، وفعلا أبلغت مملكة إيران بذلك ولكن بتدخل من دولة عربية اغلق الموضوع.[12][13]، بل في عام 1958م و1960م ذُكرتْ نُسبته إلى الجيلي[14] فقط حيناً، ولم يُكتب (الكيلاني) إلا بين قوسين.[15]
- عمله في كتاب (المختصر المحتاج إليهِ من تاريخ بغداد) وإن دل على شيء فيدل على رسوخ علمية الرجل وبيّن أنه عثر عليه في مطالعاته وقراءاته الكثيرة والمتفحصة لكتب التراث واللغة واضاف له ما يكمله وأحرى به حسب منهجه الذي ثبته في تقديمه: وقد فات ياقوتا ذكر فريق من الأدباء، فمنهم من لم يطلع على تراجمهم، كما يدل عليه كتاب (بغية الوعاة) للسيوطي، ومنهم من لم يجدهم حريين بأن يذكروا في معجمه مع أنه نبه على أدبهم في معجم البلدان بحسب مواضع بلدانهم، فالمهملون استخمالا منه أو غفلة منه عنهم ليسوا في عداد الذين عقدت هذا البحث في ذكرهم، وانما عقدته فيما ضاع من التراجم من معجم الأدباء حسب، وعثرت عليه في مطالعاتي وتصفحاتي، وأضفت إليه أشياء أخرى للإفادة، وهو تراجم لـ (ست وأربعين) علما جديدا فاتت على ياقوت الحموي، الذي كان من أعظم الجغرافيين العرب المسلمين في عصره بين القرنين السادس والسابع للهجرة، في ذلك العصر الذي كادت فيه المادة العربية والإسلامية توشك أن تضيع في طوفان الفتن المتلاحقة والمصائب المتتابعة، وهو أديب موسوعي في ترجماته وأسفاره آثر الاختصار والإعجاز في نهاية الاجاز على حد تعبيره في تأليفاته الموسوعية، والتي أضاف لها مصطفى جواد ما اعتبره ضائعا من معجم الأدباء إرشادا للأجيال الجديدة وحفاظا على موروث ثمين لابد من التواصل معه واستمرار ما يغني الأمة ويتابع المهمة.[16]
- تسمية شارع الرشيد: لقد كان لهُ الدور الاساس في تسمية شارع الرشيد تيمناً بحقبة الرشيد لأنها كانت العصر الذهبي لبغداد العباسية عاصمة العالم القديم، وكان ذلك بمقترح منهُ عندما كان طالب دكتوراه في جامعة السوربون، وبالتحديد في عام 1938".[7][10][17]

## مما كتب عنه

### صفاء خلوصي
يقول الدكتور صفاء خلوصي : «ان الدكتور مصطفى جواد مفخرة لكل العراقيين وكان اعجوبة الدهر ومعجزة الزمان في التاريخ واللغة وكانت احواله اللغوية احيانا شبيهة بالغيبيات وكان مجتهدا في الصياغة اللغوية يصيب ولا يخطيء ومصححا اخطاء القدماء والمحدثين، وكان دائرة معارف متنقلة تمشي على أرجل بما حفظ ووعى من دقائق الأشياء، وله القدرة على الإجابة عن أي سؤال يوجه له في أي وقت، وكنت اشاركه في برنامجه الشيق: قل ولا تقل، وكان يعرف أسماء جميع احياء بغداد في العصر العباسي ومواقع بيوت الخلفاء والوزراء حتى مدراء الشرطة وكنا معا نقدم برنامجا باسم خطط بغداد. وقد كان حياديا في فكره التأريخي، إذ سما فوق الأهواء حين قال:»لقد طلقت المذاهب كلها من دون استثناءالى غير رجعة«ومع ذلك فحبه لآل البيت هو الذي جعله يختار الخليفة الناصر لدين الله الشافعي المحب لآل البيت مثلا أعلى له وقد كتب فيه وفي عصره موضوع رسالته للدكتوراه».

### مثنى كاظم صادق
ذكر الناقد مثنى كاظم صادق:
«باعتباري ناقدا أرى أن الدكتور مصطفى جواد دخل اللغة عن طريق التاريخ لأنه عندما ذهب إلى فرنسا للدراسة في جامعة السوربون كان يحمل شهادة المعلمين العالية فقط فلم يتم قبوله، وكان عليه أن يقدم بحثا مع الشهادة لكي يعادل طلب الماجستير فألف كتابا اسماه» سيدات بلاط العصر العباسي«وتحدث فيه عن أبرز نساء ذلك العصر، وهو أشبه بمعجم نسوي فتم قبوله في الجامعة. ثم دخل أيضا عن طريق تاريخ المدن إلى اللغة العربية فلا يوجد مؤرخ للمدن والقصبات العراقية إلا ويستشهد بالدكتور مصطفى جواد لأنه كان يعرف ليس تاريخ مدينته ـ مثلا ـ بكاملها بل يعرف حتى ألفاظ كلمات أهليها، وكان يستهويه تاريخه اللغوي فعلى الرغم من مرور أكثر من أربعين عاما على رحيله فما زال أغلب الأساتذة يستشهدون ببعض المفردات التي أوجدها».

### عناد غزوان
كتب الدكتور عناد غزوان:
«يقف مصطفى جواد علما بارزا من أعلام النهضة العربية في ثقافتنا وحضارتنا وفكرنا وتاريخنا الإنساني. فقد كان عاشقا طبيعيا للحقيقة، مخلصا لها، مترصدا إخلاصه فيها، عائما بها ولذاتها. تلك الحقيقة هي حبه العميق للغة العربية لغة الحضارة والفكر الإنسانيين. كان موسوعة معارف، في النحو والخطط والبلدان والآثار، (أعانه على ذلك حافظة قوية وذاكرة حادة، ومتابعة دائمة، حتى غدا في ذلك مرجعا للسائلين والمستفتين، فنهض بما لا ينهض به العصبة أولو القوة. فكان أمة كاملة في رجل. وعالما في عالم، ومدرسة متكاملة قائمة بنفسها)... كان قد استمد قدرته الفائقة في الدرس والبحث والاجتهاد الفردي من بيئته وأساتذته ومجالس العلماء الذين التقاهم واطلع على مكتباتهم العامرة بمصادر اللغة والأدب العربي والتاريخ الإسلامي فضلا عن موهبته النادرة في الاستقراء واستنباط الاحكام واستقراء الرأي، تلك الموهبة التي صيرها اجتهاده الذاتي وجده المتواصل موسوعة علمية ليس من السهل مضاهاتها، موسوعة يفخر بها البحث العلمي اصالة وابتكارا وإبداعا».
وقيم الدكتور غزوان هذا الجهد العلمي لأستاذه بأنه جهد علمي رصين يوضح بجلاء الدقة في استقراء الخبر وتثبيت الحقائق وإيراد الرواية وإثبات الوفيات وذكر التصانيف والتأكد من صحة الأخبار والأنساب، توضيحا يظهر مصطفى جواد عالما ثبتا ومؤرخا أديبا أمينا ومحققا صادقا في ضوء ما عثر عليه من ترجمات جديدة اهتدى إليها من خلال مطالعاته وتصفحاته البارعة والذكية فتكون لديه هذا البحث الذي نلحظ فيه اهتمام مصطفى جواد بالأدباء وحب العلم والطلب مشغوفا بأخبارهم متطلعا إلى أنبائهم وأحوالهم ومصنفاتهم وأقوالهم وأشعارهم، كل ذلك بروح العالم المدقق والمحقق المنصف الأمين.
وفي تقديمه للكتاب المخطوط قبل أن يتولى غزوان تقديمه كتب الأستاذ مصطفى جواد صورة عن عمله ومصدرها، تعريفا وتقديرا وتوضيحا لعمله ودوره فيما قام فيه، مبينا أن إرشاد الأريب إلى معرفة الأديب المعروف أيضا بمعجم الأدباء كان قد شرع في طبع ما وجده المستشرق المشهور د.س مرغليوث سنة 1907 وهو يومئذ أستاذ الأدب العربي في جامعة أوكسفورد بإنجلترا. كان الطبع في مطبعة هندية بشارع المهدي بالازبكية من القاهرة. وقد أخرج الجزء الأول سنة 1907 أيضا، ثم أخرج الجزء الثاني سنة 1910 وكان ناقصا. وفي بحثه فيه اكتشف نقصه وما لم يكمله المحقق أو الناشر وأضاف له ما هو أصح وأقرب إلى الحقيقة منه. مانقله العلامة حسين علي محفوظ عنه
عاد الي بغداد وهو مزود بقراءتين: القديمة التي في المراجع والمصادر الرئيسة والحديثة وهي الأكاديمية التي تنفتح علي العصر، وجاء بهاتين القراءتين إلى دار المعلمين العالية التي عين فيها أستاذا للأدب العربي، وكان في الدار أساتذة كبار أمثال محمد مهدي البصير (1896- 1974) ومحمد الهاشمي (1910- 1996) وصفاء خلوصي وحينما أضيف إليهم مصطفى جواد صار في الدار مجلس تراث لغوي تثار فيه كل شاردة وواردة في اللغة وتحسم فيه مواقف الأدب إلا أن الشهرة كانت لمصطفى جواد لأنه أكثرهم تذكرا ومذاكرة وأكثرهم قدرة علي تخيل الصحيح في القواميس وهو أيضا أفاد منهم في جعل حافظته تتمرن على الإعادة، واتمام النقص في مسائل التحقيق التراثي.
في سنة 1942 انتقل ملاحظا فنيا في مديرية الآثار العامة، وفي مدة أخرى، رفع في هذه المديرية إلى درجة اختصاصي في التراث حتي سنة 1948. وبعدها عاد إلى دار المعلمين العالية وكان في مديرية الآثار يجرد ذاكرته اللغوية في مكتبة المتحف العراقي، ثم يطبق ويقارن بين قراءاته في الكتب وما عايشه على أرض الآثار، وتلك المشاهدة والمقارنة أعطته خبرة جديدة في الكشف عن الغامض في تراثنا، وهذا البحث عن الغامض هو الذي دفعه إلى الاجتهاد، إذ كان يذهب بنفسه إلى مواقع الأثر القديم ويجتهد في التوصل إلى الحقيقة أولا وإلى اليقين التراثي ثانيا، لذلك رأيناه يكثر من كلمة (أقرر) وكلمة (أجزم) في مقالاته وابحاثه في التراث لغة وتاريخا ومعرفة ومن تلك الوثوقية التي استبدت به ألف ووضع مع أحمد سوسة «خريطة بغداد قديما وحديثا» و«دليل خريطة بغداد» ومثل ذلك التأليف يحتاج إلى قوة استذكارية عميقة الأبعاد، ذكية الأرصاد مثلما هي بحاجة إلى عقل مقارن تراثي النكهة.
قضي شطرا طويلا من حياته في متابعة ومشاهدة الأفلام السينمائية، وسئل عن أسباب دوافعه لرؤية الشاشة، قال: (ليس للتسلية بل حب لمعاينة الهارب في الأفلام البوليسية) أين ذهب وأين اختبأ ومتي يقبض عليه، والمطاردة في الأفلام البوليسية تشبه المطاردة في تحقيق الكتب التراثية: من المؤلف ومتى حبر الكتاب وأي نقص يختفي بين الأسطر والصفحات، وهذه المطاردة حتما ستقوده في يوم أو في زمن إلى الكشف عن الغنيمة أي الحقيقة.

### مصطفى جمال الدين
عندما توفي مصطفى جواد، قال يرثيه الشاعر مصطفى جمال الدين:
ياحارس اللغة التي كادت على صدأ اللهي أن لايرن لها صدى
هبت عليها الحادثات، فلم تدع غصنا بعاصف حقدها متأودا
عربي طبع لايتعتع نطقه حصر علي النبت الغريب تعودا
وكأن الشاعر أراد أن يلخص في قصيدته إجماع الكبار علي أهمية مصطفى جواد في حياة العرب. في أنه حرس الفصحى بأمانة القديس من الراطنين بها، والذين يعلمونها في المعاهد والجامعات ودور العبادة، فقد بذل أربعة عقود وهو يمسك بقلم التصحيح، يصحح كتب اللغات وأساليب الكتاب الكبار بلياقة الكبار، ويصحح ويصوب ويشذب ويهذب مافسد في وسائل التعبير عند اساتذة التاريخ والجغرافية والاقتصاد، وما رافقها من عجمة وتغريب، وتحمل كل ما صدر عن الأساتذة الكبار من ردود افعال انفعالية بحوصلته الجميلة التي رزقها الله طول النفس وأعاجيب الصبر، وكان يقول لهم: (أحبائي انتم كبار وتبقون كبارا لكن السهو يجب أن يزال) ولم يقل الخطأ أو الغلط بل قال لهم السهو تجملا وتحببا، فكم كان لطيف الطوية!

## وفاته
توفي في 17 كانون الأول/ديسمبر عام 1969 في بغداد التي ولد فيها عن عمر ناهز الخامسة والستين بسبب مرض عضال لازمه سنواته الأخيرة. سار في تشييعه رئيس الجمهورية العراقية أحمد حسن البكر وأقيمت في الذكرى الأربعينية لوفاته حفلة تأبينية كبرى حضرها مندوب عن رئيس الجمهورية وعدد كبير من الوزراء والمسؤولين وشعراء الدول العربية والإسلامية وجمهور غفير من أصدقائه وطلابه ومحبيه، ثم نظمت وزارة الثقافة والإعلام معرضا يضم مخلفاته وآثاره الشخصية والعلمية افتتح يوم 25 آذار/مارس 1970.وكان قد ذكر في كتابه (دراسات في فلسفة النحو والصرف واللغة والرسم) المنشور سنة 1968 أنه مريض بالقُلاب.

## ذكراه
هذه المرة نستذكر مرحلة ما بعد الرحيل وهي حافلة أيضا بالصراع، فحين يعجز الدكتاتور أن يحارب شخص الدكتور مصطفى جواد لوفاته عام 1969، فانه يعلن الحرب على نصبه الذي كان يقف شامخا في مدخل مدينته «الخالص»، محاولا محو هذا المعجم اللغوي والتاريخي الوقور، اتجهنا إلى مدينته والتقينا بمحبيه وتلاميذه فكان هذا الحديث عن النصب وعن حياة الراحل الكبير.
في البدء، حدثنا الفنان خالد الداحي عن تأريخ النصب وإزالته قائلا: «عام 1969، كان هناك تمثال عن ثورة العشرين في ساحة مدخل «الخالص»، وتم رفعه ووضع تمثال الدكتور مصطفى جواد بدلا عنه، وبعد أكثر من عشر سنوات أي في ثمانينيات القرن الماضي رُفع التمثال لكن عن طريق التحطيم، فجرى سحبه من مكانه ورميه في معمل الاسمنت، وللأمانة التاريخية فأنا لم أصمم ذاك التمثال، ولكن هناك فنان من (بعقوبة) هو الراحل مؤيد الناصر، هو من صممه وساعده في ذلك الفنان علي الطائي».
ويضيف الداحي: «طلبت مني قائمقامية الخالص ـ قبل سنتين ـ إعادة التمثال، وبمساعدة ابني خريج أكاديمية الفنون أتممنا العمل فكان وزن النصب الجديد 6 أطنان من الإسمنت والجبس، واعتقد في الفترة الأخيرة تعرض النصب لبعض الإطلاقات النارية». وعن جودة العمل واحتمال اندثاره أوضح: «إن أفضل أنواع المواد لعمل التماثيل هو النحاس، والدكتور مصطفى جواد يستحق أن يصنع له تمثال حتى من الذهب، وليس من الإسمنت».
بعدها اتجهنا إلى بيت (أبو سموأل) أحد طلبة الدكتور مصطفى جواد ومن وجهاء المدينة المعروفين ليقول لنا: "أصل الدكتور مصطفى من الخالص وكان معلما يدرس في معهد المعلمين العالي، درّسنا لمدة أربع سنوات في المعهد، وخلال تلك المدة لم يحفظ اسم أي طالب على الرغم من انه كان يحفظ أسماء أدباء ومؤرخين كثر لحد العجب، وحين أخبرناه ـ يوما ما ـ بأننا طلابه لمدة أربعة أعوام ولا يعرف اسم أي أحد منا رغم ذاكرته الحّية، أجابنا: "إذا حفظت اسما من أسماء طلابي عليّ أن اخرج اسما من الأسماء الكبيرة التي اعرفها".
ويكمل السيد أبو سموأل: «كان رجل علم ويمتلك حس الفكاهة، ولم يكن للدكتور أية ميول سياسية، وأريد أن يمجد الدكتور في مدينته الخالص بوضع نصب له، ولكن في فترة نهاية السبعينات وبداية الثمانينات كان هناك الكثير من التجاوزات على النصب فلم يستطع البعض فهم أهمية هذه الشخصية للمدينة وللعراق، فرفع التمثال بحجة انه كان يغطي على تمثال لصدام لذلك تم رفعه وتسوية البساتين التي بجانبه ليتسنى للمارة عبر المدينة رؤية تمثال صدام وحده، وبعد السقوط أعيد تمثال الدكتور، وعلى الرغم من انه لا يشبه الدكتور كثيرا لكنه يمثله وجميع أهالي المدينة يعرفون تفاصيل رفع وإعادة النصب»
بعض الكبار شاغب عليه واتهمه بالماسونية لأنهم يخشون من لسانه إذا جلسوا بقربه في المجمع العلمي العراقي، حتى طه حسين كان يتبرم من وجوده في أيام الاجتماعات السنوية في مجمع اللغة بالقاهرة، وكتب العقاد مقالة يذم بها مصطفى جواد لأن راعي اللغة العراقي نبش أبحاثه فكشف عن أخطاء لغوية ونحوية وإملائية ما كان ينبغي أن يقع فيها أديب عملاق كالعقاد! كان لايبالي بتهم تقذف عليه جزافا، وكأنه كان منذورا للغة الضاد أو منتدبا لحراستها من عبث الصغار أو الكبار أو من أولئك الذين يدعون العصمة في ادمغتهم، ومرة خاطب الزعيم عبد الكريم قاسم: أرجو يا أيها الزعيم لا تقل (الجَمهورية) بفتح الجيم، بل قل الجُمهورية بضم الجيم وتقبل الزعيم النصيحة لكنه تساءل عن السبب، فقال له مصطفى جواد: وذلك لأن المأثور في كتب اللغة هو (الجُمهور) بضم الجيم ولأن الاسم إذا كان على هذه الصيغة وجب أن تكون الفاء أي الحرف الأول مضمومة لأن وزنه الصرفي هو فعلول كعُصفور.
وليس كل الناس متواضعين علي سياق تواضع الزعيم قاسم في تقبل نصائح العلماء، فيوم صنع له تمثالا في ديالى صعد إليه من يهشم يده التي فيها القلم، فهو لم يسلم من الأذى حتى وهو ميت، لأن الأقدار دائما تترصد عباقرة العصور أحياء أو اموات، وكان يعرف رصيده من ذلك قائلا:
رشحتني الأقدار للموت لكن أخرتني لكي يطول عذابي
ومحت لي الالام كل ذنوبي، ثم أضحت مدينة لحسابي.

## انظر
- جواد مصطفى جواد

## وصلات خارجية
- مصطفى جواد على موقع أرشيف الشارخ.
- العلامة مصطفى جواد
- العلامة مصطفى جواد، تركماني خدم اللغة العربية
- الدكتور مصطفى جواد نسخة محفوظة 31 أكتوبر 2013 على موقع واي باك مشين.
- بعد 41 عاما على رحيل العلامة د. مصطفى جواد يعود نصبه ليستقبل المارة